# فولكنشتاين
فولكنشتاين (بالألمانية: Wolkenstein) هي بلدة ألمانية تقع في ساكسونيا في ألمانيا. يقدر عدد سكانها بـ 4,272 نسمة .

## المدن التوأمة
مدينة بادبنتهايم هي مدينة توأمة لفولكنشتاين.